# Josep Peris Soler
Josep Peris Soler és un polític valencià que participà en el procés pre-autonòmic formant part del Consell del País Valencià en representació de la UCD.
Ocupà diverses conselleries als successius governs del president Josep Lluís Albinyana: Conseller d'Educació i Cultura (1979-1981), Conseller de Sanitat i Seguretat Social (1979-1981) i Conseller de Treball (1981).